# Хадженс, Ванесса
Ване́сса Энн Ха́дженс (англ. Vanessa Anne Hudgens; род. 14 декабря 1988, Салинас, Калифорния) — американская актриса и певица.

## Биография
Родилась в семье Джины и Грега Хадженсов. У матери Ванессы филиппинские, китайские и испанские корни, а у отца — ирландские и индейско-американские. С 8 лет участвует в музыкальных театральных постановках, в связи с чем программу старших классов школы изучала дома. В дальнейшем семья переехала в Лос-Анджелес, после того как Ванесса успешно прошла прослушивание для участия в коммерческом телевидении. После этого она снималась в шоу и телесериалах «Пять близнецов», Cover Me, Still Standing и др. Первые фильмы с её участием — «Тринадцать» (2003) и «Предвестники бури» (2004) — оказались не очень успешны в прокате. Широкую известность Ванессе принесла главная роль Габриэллы Монтез в фильме «Классный мюзикл» (2006).
Хадженс до этого снималась в рекламе купальников для этой же компании в 2005. Затем Ванесса продолжила сниматься для канала «Дисней» и начала карьеру певицы: дебютный альбом под названием «V» был выпущен в первой половине сентября 2006 года. Она заключила договор с «Голливуд Рекордз», звукозаписывающим лейблом — собственностью «Диснея».
В августе 2007 на Teen Choice Awards Хадженс была названа «лучшей певицей-новичком».
Её младшая сестра Стелла также стала актрисой.

## Личная жизнь
С октября 2005 года была в романтических отношениях со своим коллегой по фильму «Классный мюзикл» Заком Эфроном, что впоследствии подтвердила в 2007 году в октябрьском номере журнала Teen. Однако в декабре 2010 года они расстались.
В 2011 году на протяжении нескольких месяцев Ванесса встречалась с коллегой по фильму «Путешествие 2: Таинственный остров» Джошем Хатчерсоном.
С сентября 2011 года состояла в длительных отношениях с актером Остином Батлером, но в январе 2020 года стало известно, что пара рассталась.
С ноября 2020 года состоит в отношениях с бейсболистом Коулом Такером. В феврале 2023 года пара обручилась в Париже. 2 декабря 2023 года Ванесса и Коул поженились в Мексике. В марте 2024 года Ванесса объявила о своей беременности на церемонии премии «Оскар». В июле 2024 года у них родился сын. В июле 2025 года пара объявила о второй беременности.

### Скандал
6 сентября 2007 года скандальные фотографии обнажённой Хадженс попали в Интернет. Позже она извинилась за них. Представитель компании Disney Channel сказал, что кинокомпания продолжит работать с актрисой. Однако 6 августа 2009 года в сети появились новые фотографии обнажённой Хадженс, сделанные ею на мобильный телефон.

В июне 2010 года в интервью американскому журналу Glamour Ванесса Хадженс призналась, что всё ещё страдает из-за фото-скандала, разгоревшегося в 2007 и 2009 годах. По этому поводу она заявила: 
Мне до сих пор неловко, когда я вспоминаю об этой ситуации. Но, как мне кажется, благодаря нападкам прессы я стала сильнее. Обидно то, что фотографии предназначались для частного просмотра

## Фильмография
| Год  |     | Русское название                       | Оригинальное название                     | Роль                                                   |
| ---- | --- | -------------------------------------- | ----------------------------------------- | ------------------------------------------------------ |
| 2002 | с   | Держаться до конца                     | Still Standing                            | Тиффани                                                |
| 2002 | с   | Убойный отдел                          | Robbery Homicide Division                 | Николь в 10 лет                                        |
| 2003 | ф   | Тринадцать                             | Thirteen                                  | Ноэл                                                   |
| 2003 | с   | Братья Гарсия                          | The Brothers Garcia                       | Линдси                                                 |
| 2003 | ф   | Предвестники бури                      | Thunderbirds                              | Тинтин                                                 |
| 2005 | с   | Пять близняшек                         | Quintuplets                               | Кармен                                                 |
| 2006 | тф  | Классный мюзикл                        | High School Musical                       | Габриэлла Монтез                                       |
| 2006 | с   | Дрейк и Джош                           | Drake & Josh                              | Ребекка                                                |
| 2006 | с   | Всё тип-топ, или Жизнь Зака и Коди     | The Suite Life of Zack and Cody           | Корри                                                  |
| 2007 | тф  | Классный мюзикл: Каникулы              | High School Musical 2                     | Габриэлла Монтез                                       |
| 2008 | ф   | Классный мюзикл: Выпускной             | High School Musical 3: Senior Year        | Габриэлла Монтез                                       |
| 2009 | ф   | Бэндслэм                               | Bandslam                                  | Саманта                                                |
| 2009 | мс  | Робоцып                                | Robot Chicken                             | Lara Lor-Van / Butterbear / Erin Esurance              |
| 2011 | ф   | Страшно красив                         | Beastly                                   | Линда Тейлор                                           |
| 2011 | ф   | Запрещённый приём                      | Sucker Punch                              | Блонди                                                 |
| 2012 | ф   | Путешествие 2: Таинственный остров     | Journey 2: The Mysterious Island          | Кайлани                                                |
| 2012 | ф   | Отвязные каникулы                      | Spring Breakers                           | Кенди                                                  |
| 2013 | ф   | Мёрзлая земля                          | The Frozen Ground                         | Синди Полсон                                           |
| 2013 | ф   | Мачете убивает                         | Machete Kills                             | Сереса                                                 |
| 2013 | ф   | Подари мне убежище                     | Gimme Shelter                             | Агнес Бейли                                            |
| 2013 | кор | Выбираю тебя                           | Choose You                                |                                                        |
| 2015 | ф   | Великая миграция                       | The Great Migration                       | Янис                                                   |
| 2015 | ф   | Хватай и беги                          | Freaks of Nature                          | Лорелай                                                |
| 2016 | тф  |                                        | Grease: Live                              | Риццо                                                  |
| 2017 | с   | Бессильные                             | Powerless                                 | Эмили Лок                                              |
| 2019 | ф   | Полярный                               | Polar                                     | Камилла                                                |
| 2018 | ф   | На месте принцессы                     | The Princess Switch                       | Стейси Де Ново / Маргарет Делакур, герцогиня Монтенаро |
| 2018 | ф   | Начни сначала                          | Second Act                                | Зои                                                    |
| 2019 | ф   | Рыцарь перед Рождеством                | The knight before Christmas               | Брук                                                   |
| 2020 | ф   | Плохие парни навсегда                  | Bad Boys for Life                         | Келли                                                  |
| 2020 | ф   | На месте принцессы: Новая жизнь        | The Princess Switch: Switched Again       | Стейси Де Ново / Леди Маргарет / Фиона                 |
| 2021 | мф  | My Little Pony: Новое поколение        | My Little Pony: A New Generation          | Санни Старскаут                                        |
| 2021 | ф   | Тик-так, бум!                          | Tick, Tick… Boom!                         | Каресса Джонсон                                        |
| 2021 | ф   | На месте принцессы 3: Роман со звездой | The Princess Switch 3: Romancing the Star | Стейси Де Ново / Леди Маргарет / Фиона                 |
| 2022 | ф   | Сами напросились                       | Asking for It                             | Беатрис                                                |
| 2022 | мф  | Энтергалактик                          | Entergalactic                             | Карина                                                 |
| 2023 | ф   | Сова в центре города                   | Downtown Owl                              | Наоми                                                  |
| 2024 | ф   | Плохие парни до конца                  | Bad Boys: Ride or Die                     | Келли                                                  |

## Дискография

### Альбомы
- 2006 — V
- 2008 — Identified

### Синглы
- 2006 — «Come Back to Me»
- 2007 — «Say OK»
- 2008 — «Sneakernight»

### В сборниках
- 2006 — Музыка к кинофильму «Классный мюзикл» / High School Musical Soundtrack[30].
- 2007 — Музыка к кинофильму «Классный мюзикл 2» / High School Musical 2 Soundtrack[31].

## Награды и номинации
| Награды и номинации      | Награды и номинации | Награды и номинации                        | Награды и номинации        | Награды и номинации |
| Награда                  | Год                 | Категория                                  | Фильм                      | Итог                |
| ------------------------ | ------------------- | ------------------------------------------ | -------------------------- | ------------------- |
| Imagen Foundation Awards | 2006                | Лучшая актриса — телевидение               | Классный мюзикл            | Номинация           |
| Kids' Choice Award       | 2009                | Любимая актриса                            | Классный мюзикл: Выпускной | Награда             |
| MTV Movie Awards         | 2009                | Лучший поцелуй                             | Классный мюзикл: Выпускной | Номинация           |
| MTV Movie Awards         | 2009                | Прорыв (актриса)                           | Классный мюзикл: Выпускной | Номинация           |
| ShoWest Convention       | 2010                | Актриса будущего                           |                            | Награда             |
| Teen Choice Awards       | 2006                | Выбор телеактрисы: Прорыв                  | Классный мюзикл            | Номинация           |
| Teen Choice Awards       | 2006                | Выбор фильма: Chemistry                    | Классный мюзикл            | Награда             |
| Teen Choice Awards       | 2009                | Выбор фильма: Поцелуй                      | Классный мюзикл: Выпускной | Номинация           |
| Teen Choice Awards       | 2009                | Выбор актрисы: Музыка / Танец              | Классный мюзикл: Выпускной | Номинация           |
| Молодой актёр            | 2007                | Лучшая молодая актриса (комедия или драма) | Классный мюзикл            | Номинация           |